# Burton-in-Kendal
Pour les articles homonymes, voir Burton et Kendal.
Burton-in-Kendal est un village et une paroisse civile de Cumbria, situé dans le nord-ouest de l'Angleterre. 